# 前621年
| 千纪： | 前1千纪 |
| 世纪： | 前8世纪 \| 前7世纪 \| 前6世纪 |
| 年代： | 前650年代 \| 前640年代 \| 前630年代 \| 前620年代 \| 前610年代 \| 前600年代 \| 前590年代                                                                                                 |
| 年份： | 前626年 \| 前625年 \| 前624年 \| 前623年 \| 前622年 \| 前621年 \| 前620年 \| 前619年 \| 前618年 \| 前617年 \| 前616年                                                                   |
| 纪年： | 周襄王三十一年 魯文公六年 齊昭公十二年 晉襄公七年 秦穆公三十九年 宋成公十六年 楚穆王五年 衛成公十四年 陳共公十一年 蔡庄侯二十五年 曹共公三十二年 郑穆公七年 燕襄公三十七年 杞桓公十六年 |

## 大事记
- 古希腊雅典颁布《德拉古法典》。
- 秦康公繼任秦國國君。
- 八月，晉襄公去世，晉襄公之子夷皋年幼，晉人希望立長者為君。趙盾欲迎立正在秦國作人質的公子雍，而狐射姑則支持公子樂。趙盾認為派先蔑、士會前往秦國迎接公子雍，又派人殺死公子樂，最後變卦阻礙公子雍和護送他的秦軍，立夷皋為晉靈公，從此秦晉徹底交惡。
- 狐射姑派族人狐鞫居殺死陽處父，趙盾處死狐鞫居，狐射姑逃亡北狄和潞國，最後死在潞國。

## 逝世
- 晋襄公姬欢，晋文公之子，春秋时期晋国君主 （出生不详）。
- 秦穆公，秦國君主（生年不詳）。
- 陽處父，中國春秋時期晉國大夫。